# Nakapiripirit (plaats)
Nakapiripirit is de hoofdplaats van het district Nakapiripirit in het noordoosten van Oeganda.
Nakapiripirit telde in 2002 bij de volkstelling 1658 inwoners.